# 扎基拉姆
扎基拉姆（藏語：གྲ་བཞི་ལྷ་མོ），藏传佛教神灵体系中的女性财神，为拉萨扎基寺主供的世间护法，在沈阳护国法轮寺、大庆富裕正洁寺、阜新瑞应寺亦有供奉。其信仰文化来源主要有两种说法：其一认为扎基拉姆为藏区本土护法神；其二认为其系拉吉尼玛循努化身之一，与18世纪时的格鲁派高僧列隆·喜贝多杰存在教法传承。

## 信仰来源
本土说在扎基寺沿用至今的祈愿文《欲界女神索吉布赤酬补及格萨尔地祇之供赞事业次第利刃断除锋迅霹雳》（藏語：མ་མོ་འདོད་ཁམས་སྲོག་གི་སྤུ་གྲིའི་བསྐང་བ་དང་གེ་སར་ས་བདག་བཅས་ཀྱི་མཆོད་བསྟོད་འཕྲིན་ལས་ཀྱི་རིམ་པ་སྤུ་གྲིའི་རེག་གཅོད་རྣོ་མྱུར་ཐོག་མདའ།）中有所体现。文中将扎基拉姆称为“玛姆”（藏語：མ་མོ།，一种女鬼）。民俗专家恰日巴·洛桑朗杰把扎基拉姆称为“女神索吉布赤”，该称谓特指班丹拉姆一类的女神。在拉萨又有将扎基拉姆视为妙音天女忿怒化身或侍从的说法。
此外《色拉寺志》中试图通过教法传承关系建构扎基拉姆与列隆·喜贝多杰（藏語：སླེ་ལུང་བཞད་པའི་རྡོ་རྗེ།）之间存在传承，以证明扎基拉姆是护法女神拉吉尼玛循努（藏語：ལྷ་ཅིག་ཉི་མ་གཞོན་ནུ།）的化身之一。列隆·喜贝多杰撰写的文集中有几篇祈愿文和修行法门被认为与扎基拉姆有关，文中称其为“玛姆索吉布赤”（藏語：མ་མོ་སྲོག་གི་སྤུ་གྲི།）。民间传说中有采取中原说者认为，扎基拉姆原为乾隆皇帝之妃，含冤入狱遭到毒害，后化身厉鬼，祸乱皇宫。乾隆皇帝迎请格吴仓·强巴敏朗将其降服，女鬼随格吴仓至拉萨，立誓护持佛法。格吴仓得知情况后，在扎基地方新建庙宇将其供奉。

## 形象
扎基拉姆为黑脸、吐舌，头戴骷髅冠、长出一双鸡足的恐怖形象，类似于印度教的时母。